# Cornerback
Cornerback är en position i amerikansk fotboll med huvuduppgift att hindra motståndarlagets passningsmottagare från att avancera bollen. Passningar av det anfallande laget kan förhindras av en cornerback genom att slå bollen i marken, varvid spelet stoppas, eller genom att själv fånga passningen, en så kallad interception. Om den anfallande mottagaren lyckas fånga passningen övergår cornerbackens fokus till att tackla denne så fort som möjligt och förhindra ytterligare markförlust. 

## Profiler i NFL
- Will Allen
- Ronde Barber
- Champ Bailey